# San Pietro Mosezzo
San Pietro Mosezzo er en italiensk by (og kommune) i regionen Piemonte i Italien, med omkring 1.980(2023) indbyggere. 